# Сапонели (Кјети)
Сапонели (итал. Saponelli) је насеље у Италији у округу Кјети, региону Абруцо.
Према процени из 2011. у насељу је живело 73 становника. Насеље се налази на надморској висини од 144 м.